# مملكة جفنا
مملكة جفنا (بالإنجليزية: Jaffna kingdom)‏ ((بالتاميلية: யாழ்ப்பாண அரசு)‏)، (1215-1624 م)، المعروف أيضا باسم مملكة ارياكاكرافارتي (بالإنجليزية: Kingdom of Aryacakravarti)‏، كانت ملكية تاريخية تقع في شمال ما يعرف حاليا سري لانكا التي نشأت حول بلدة جفنا وسيطرت على جميع أنحاء شبه جزيرة جفنا بعد أن غزاها كالينغا ماغا الذي يُزعم بأنه مؤسس مملكة جفنا، ويقال إنه كان من مملكة كالينغا، في الهند.
تأسست المملكة كقوة متعاظمة في الشمال وشمال شرق الجزيرة وغربها، وأصبحت في النهاية إقطاعية تدفع الترفيد لإمبراطورية بانديا في جنوب الهند حاليًا في عام 1258، وحصلت على الاستقلال في عام 1323، عندما هُزم آخر حاكم بانديائي في مادوراي وطُرد عام  1323 على يد مالك كافور الذي كان جنرالًا في الجيش لسلطنة دلهي المسلمة. لفترة وجيزة، منذ أوائل القرن الرابع عشر وحتى منتصفه، أصبحت قوةً متعاظمة في جزيرة سريلانكا عندما قبلت جميع الممالك الإقليمية الخضوع لها. ومع ذلك، تغلّبت عليها مملكة كوتي المنافسة في نهاية المطاف نحو عام 1450 عندما غزاها الأمير سابومال بموجب توجيهات مملكة كوتي.
حُرِّرت المملكة من سيطرة كوتي في عام 1467 ووجّه حكامها اللاحقون طاقاتهم نحو تعزيز إمكاناتها الاقتصادية من خلال تعظيم الإيرادات من صادرات اللؤلؤ والفيلة وعائدات الأراضي. كانت المملكة أقل إقطاعية من معظم الممالك الإقليمية الأخرى في جزيرة سريلانكا في الفترة نفسها. خلال هذه الفترة، أُنتج الأدب التاميلي المحلي المهم وبُنيت المعابد الهندوسية، من ضمنها أكاديمية لتعزيز اللغة.
تشير نامبوتا السنهالية، وهي قائمة بالأماكن المهمة في الجزيرة تعود في شكلها الحالي إلى القرن الرابع عشر أو الخامس عشر الميلادي، إلى أن مملكة جفنا بأكملها، ومن ضمنها أجزاء من مقاطعة ترينكومالي الحديثة، اعتُرف بها كمنطقة تاميلية باسم ديمالا باتانا (المدينة التاميلية). يرد في هذه القائمة ذكر عددٍ من القرى التي تقع الآن في مقاطعة جفنا ومولايتيفو وترينكومالي على أنها أماكن في ديمالا باتانا.
أدى وصول البرتغاليين إلى جزيرة سريلانكا عام 1505، وتمتّعها بموقع استراتيجي في مضيق بالك الذي يربط جميع الممالك السنهالية الداخلية بجنوب الهند، إلى خلق مشاكل سياسية. تصدّى العديد من ملوكها للبرتغاليين وعقدوا في النهاية سلامًا معهم. في عام 1617، واجه كانكيلي الثاني، المغتصب للعرش، البرتغاليين لكنه هُزم، وبذلك انتهى وجود المملكة المستقل في عام 1619. حاول متمردون مثل ميغابول أراتشي -بمساعدة مملكة ثنجفور ناياك- استعادة المملكة، إلا أنهم هُزموا في النهاية. كانت عاصمتها نالور التي تُعدّ إحدى ضواحي مدينة جفنا الحديثة.

## التاريخ

### التأسيس
إن أصل مملكة جفنا غامض وما يزال موضع جدل لدى المؤرخين. إن وجهة النظر السائدة بين المؤرخين البارزين، مثل دي سيلفا وباثماناثان وكارثيغيسو إندرابالا، أن مملكة أسرة أرياكاكرافارتي في جفنا تأسست في عام 1215 بغزو زعيم غير معروف سابقًا يُدعى ماغا زعم أنه من كالينغا في الهند الحديثة. خلع كالينغا ماغا الحاكمَ باراكراما بانديان الثاني، وهو أجنبي من أسرة بانديا كان يحكم مملكة بولوناروا في ذلك الوقت بمساعدة جنوده ومرتزقته من منطقة كالينغا وكيرلا الحالية وداميلا (تاميل نادو) في الهند.
بعد غزو راجاراتا، نقل ماغا العاصمة إلى شبه جزيرة جفنا التي كانت محمية بغابة فاني الكثيفة وحكمها كإقطاعية تابعة تدفع الترفيد لإمبراطورية تشولا في ثنجفور، في ولاية تاميل نادو الحديثة بالهند. خلال هذه الفترة (1247)، غزا زعيم ملايوي من مملكة تامبرالينغا في تايلاند الحالية يُدعى تشاندرابانو الجزيرة المنقسمة سياسيًا. مع أن الملك باراكراماباهو الثاني (1236-1270) من دامبادينيا كان قادرًا على صدّ الهجوم، تحرّك تشاندرابانو شمالًا واغتصب العرش من ماغا عام 1255 تقريبًا. غزا سادايافارمان سوندارا بانديان الأول سريلانكا في القرن الثالث عشر وهزم تشاندرابانو مغتصب مملكة جفنا في شمال سريلانكا. أجبر سادايافارمان سوندارا بانديان الأول تشاندرابانو على الخضوع للحكم البانديائي ودفع الترافيد لأسرة بانديا. ولكن عندما تعاظمت قوة تشاندرابانو بما يكفي في وقت لاحق، غزا المملكة السنهالية مرة أخرى، لكنه هُزم على يد شقيق سادايافارمان سوندارا بانديان الذي يُدعى فيرا بانديان الأول وخسر تشاندرابانو حياته. غُزيت سريلانكا للمرة الثالثة من قبل أسرة بانديا بقيادة آريا كاكرافارتي الذي أسّس مملكة جفنا.
يُرجع باحثون آخرون تاريخ تأسيس المملكة إلى القرن السابع الميلادي وعاصمتها كاتيرامالاي التي يرد ذكرها في الأدب التاميلي. اتخذ الملك يوكيراسينغان -الذي يُعتقد بأنه أحد ملوك جفنا الأوائل- كاتيرامالاي عاصمة له، ويُقال إنه تزوّج أميرة تشولا ماروتا بيرافيكا فالي. وفقًا للباحثين، انتقلت العاصمة إلى سينغياناغار بعد غزو بارانتاكا تشولا في القرن العاشر الميلادي.

### أسرة أرياكاكرافارتي
عندما شرع تشاندرابانو في غزو الجنوب ثانية، دعم البانديائيون الملك السنهالي وقتلوا تشاندرابانو عام 1262 ونصّبوا أرياكاكرافارتي -الوزير المسؤول عن الغزو- ملكًا. عندما دبّ الضعف في إمبراطورية بانديا بسبب الغزوات الإسلامية، جعل حكام أرياكاكرافارتي المتعاقبون مملكة جفنا مستقلة وقوة إقليمية يُحسب لها حساب في سريلانكا. ادعى جميع ملوك مملكة جفنا اللاحقين أنهم ينحدرون من كولينغاي كاكرافارتي الذي يرتبط بكالينغا ماغا عبر سوامي غنانابراكاسار وموداليار راساناياغام مع الحفاظ على اسم عائلة سلفهم البانديائي.
سياسيًا، أصبحت السلالة قوة متوسعة في القرنين الثالث عشر والرابع عشر إذ كانت جميع الممالك الإقليمية تدفع الترافيد لها. ومع ذلك، دخلت في مواجهات متزامنة مع إمبراطورية فيجاياناغار التي حكمت من فيجاياناغارا في جنوب الهند، ومع مملكة كوتي من جنوب سريلانكا. أدى ذلك إلى جعل المملكة إقطاعية لإمبراطورية فيجاياناغار وخسرت أيضًا استقلالها فترة وجيزة تحت سيطرة مملكة كوتي من 1450 إلى 1467. أُعيد تأسيس المملكة مع تفكك مملكة كوتي وانقسام إمبراطورية فيجاياناغار. حافظت على علاقات تجارية وسياسية وثيقة للغاية مع مملكة ثنجفور ناياكار في جنوب الهند ومملكة كاندي وأجزاء من مملكة كوتي. شهدت هذه الفترة بناء المعابد الهندوسية وازدهار الأدب في اللغتين التاميلية والسنسكريتية.

### غزو كوتي واستعادة المملكة
قاد غزو كوتي لمملكة جفنا ابن الملك باراكراماباهو السادس بالتبني، الأمير سابومال. دارت هذه المعركة على مراحل عديدة. أولًا، تم تحييد دافعي الترافيد لمملكة جفنا في منطقة فاني، تحديدًا الزعماء الفانيار في فانيماي. تبعت ذلك غزوتان متتاليتان. لم تنجح حرب الغزو الأولى في الاستيلاء على المملكة، في حين نجح الغزو الثاني أخيرًا عام 1450. من الواضح ارتباط هذه الحرب برحلة استكشافية إلى أدريامبت في جنوب الهند الحالية للاستيلاء على سفينة محمّلة بالقرفة وفقًا لفالنتين. قد يشير نقش تينكاسي لأريكيساري باراكراما بانديا من تينيفلي -الذي شهد فلول الملوك في سينغاي وأنوراي وأماكن أخرى- إلى هذه الحروب التي يرجع تاريخها إلى الفترة ما بين 1449-50 و1453-54. هرب كاناكاسوريا سينكاياريان ملك أرياكاكرافارتي مع عائلته إلى جنوب الهند. بعد رحيل سابومال كومارايا إلى كوتي، استعاد كاناكاسوريا سينكاياريان المملكة في عام 1467.

### الانحدار والتفكك
وصل التجار البرتغاليون إلى سريلانكا بحلول عام 1505، إذ كانت غاراتهم الأولية على ساحل مملكة كوتي الجنوبي الغربي بسبب احتكار مملكة كوتي لتجارة التوابل المربحة التي كانت أيضًا محل اهتمام البرتغاليين. لفتت مملكة جفنا انتباه المسؤولين البرتغاليين في كولومبو لأسباب عديدة منها تدخلهم في الأنشطة التبشيرية الكاثوليكية الرومانية (التي كان يُفترض أنها ترعى المصالح البرتغالية) ودعمهم الجماعات المعادية للبرتغاليين في مملكة كوتي، مثل الزعماء من سيتاواكا. كانت مملكة جفنا أيضًا قاعدة لوجستية لمملكة كاندي الواقعة في المرتفعات الوسطى بعيدًا عن الموانئ البحرية، ونقطة دخول للمساعدات العسكرية القادمة من جنوب الهند. علاوة على ذلك، خشي البرتغاليون أن تصبح مملكة جفنا -نظرًا لموقعها الاستراتيجي- رأس جسر لعمليات الإنزال الهولندية. رفض الملك كانكيلي الأول الاتصال مع البرتغاليين، بل وارتكب مجزرة بحق 600-700 شخص من الكاثوليك البارافار في جزيرة مانار الذين أُحضروا من الهند إلى مانار للاستيلاء على مصائد اللؤلؤ المربحة من ملوك جفنا.

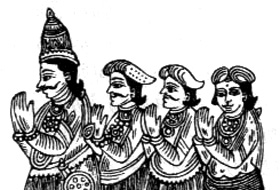
The Royal family, first from the right is Cankili I, who held off the Portuguese Empire.

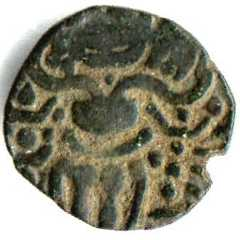
A Setu coin

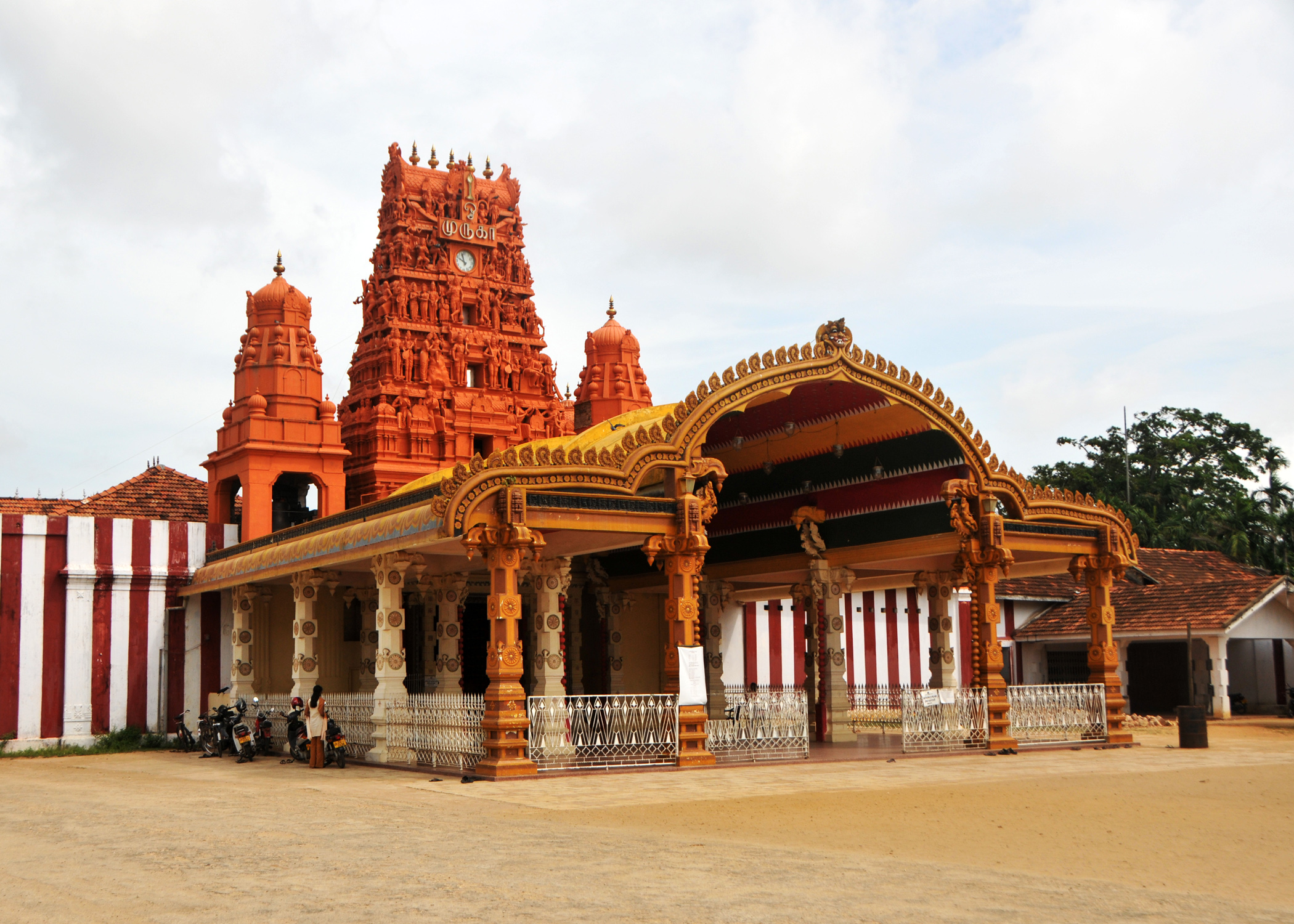
Nallur Kandaswamy temple - One of the royal temples of Nallur, the capital.

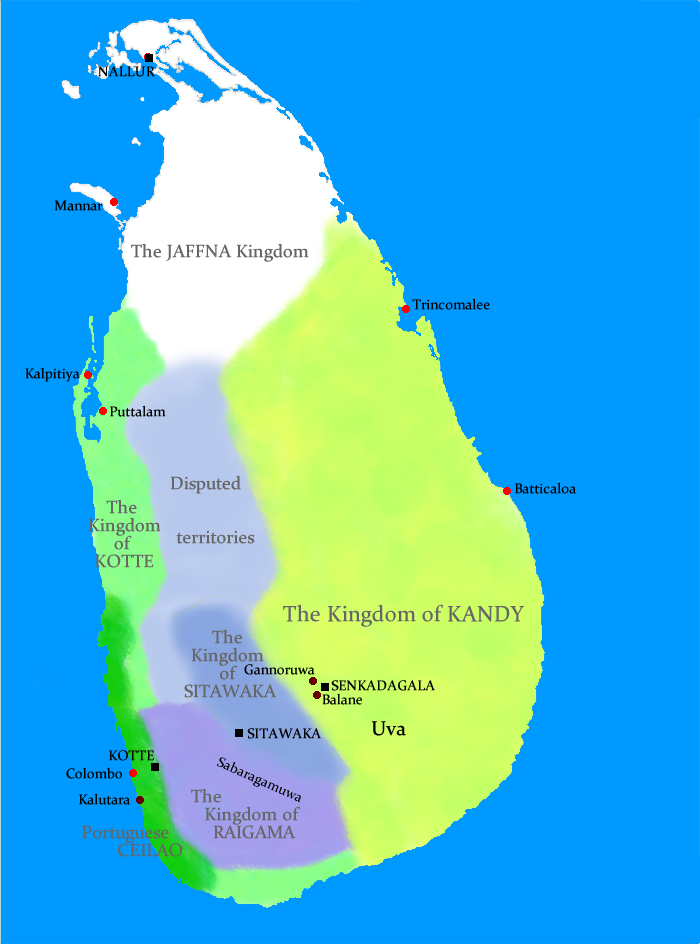
The position of Jaffna Kingdom with respect to other regional powers circa 1520's

## وصلات خارجية
- Jaffna Royal Family